# Где моя страна, чувак?
«Где моя страна, чувак?» (англ. Dude, where is my country?) — третья книга американского журналиста и режиссёра Майкла Мура, опубликованная в 2003 году. В ней автор выступает с резкой критикой политики Джорджа Буша-младшего (на тот момент — президента США), уделяя особое внимание темам войны в Ираке и ограничения гражданских свобод американцев после терактов 11 сентября под предлогом борьбы с терроризмом. 
По мотивам книги в 2004 году Мур снял свой самый успешный фильм, «Фаренгейт 9/11», получивший Золотую пальмовую ветвь на Каннском кинофестивале и ставший самым коммерчески успешным документальным фильмом в истории.
Название книги является отсылкой к фильму «Где моя тачка, чувак?» (англ. Dude, where is my car?), снятому в 2000 году. Книга написана в характерном для Мура сатирическом ключе. Так как к его предыдущей книге «Глупые белые люди» (Stupid White Men) высказывались претензии из-за отсутствия сносок, подтверждавших авторский текст, в «Где моя страна, чувак?» Мур с особой скрупулёзностью относится к цитированию источников.